# La nueva vida de Toby
La nueva vida de Toby (título original en inglés: Fleishman Is in Trouble) es una miniserie estadounidense de drama, dirigida por Jonathan Dayton y Valerie Faris y escrita por Taffy Brodesser-Akner, basada en su novela de 2019, titulada en español Fleishman está en apuros. Se estrenó en FX on Hulu el 17 de noviembre de 2022 y finalizó el 29 de diciembre de 2022.

## Sinopsis
Toby Fleishman, un cuarentón recién divorciado, se encuentra inmerso en el mundo de las citas a través de aplicaciones. Pero cuando empieza a encontrar éxitos que nunca encontró en su juventud, su exesposa Rachel desaparece sin dejar rastro, dejándolo sólo con sus hijos. Mientras compagina el cuidado de sus hijos, un ascenso en el hospital en el que trabaja y todas las mujeres de Manhattan, se da cuenta de que nunca podrá averiguar qué pasó con su mujer hasta que pueda ser más honesto sobre lo que ocurrió con su matrimonio en primer lugar.

## Elenco y personajes

### Principales
- Jesse Eisenberg como el Dr. Toby Fleishman
- Lizzy Caplan como Libby: una de las mejores amigas de Toby, también sirve como la narradora de la serie.
- Claire Danes como Rachel: la exesposa de Toby.
- Maxim Jasper Swinton como Solly: el hijo de Toby
- Meara Mahoney Gross como Hanna: la hija de Toby
- Adam Brody como Seth: uno de los mejores amigos de Toby.

### Recurrentes
- Joy Suprano como Cindy Leffer
- Michael Gaston como el Dr. Bartuck
- Juani Feliz como Alejandra Lopez
- Ava Yaghmaie como Joanie
- Ralph Adriel Johnson como Phillip
- Brian Miskell como Clay
- Christian Slater como Archer Sylvan
- Josh Radnor como Adam
- Mozhan Marnó como Nahid

## Episodios
| N.º | Título                       | Dirigido por                           | Escrito por           | Fecha de emisión original |
| --- | ---------------------------- | -------------------------------------- | --------------------- | ------------------------- |
| 1 | «Summon Your Witnesses»      | Valerie Faris & Jonathan Dayton        | Taffy Brodesser-Akner | 17 de noviembre de 2022   |
| Toby Fleishman, un hepatólogo de Nueva York, se inscribe en una aplicación de citas tras su reciente divorcio con la que fue su esposa durante quince años, Rachel, y comienza a tener sexo frecuente y casual. Por consejo de su terapeuta, se reencuentra con sus viejos amigos Libby y Seth, a los que no veía desde los primeros años de su matrimonio. Rachel deja a sus hijos, Megan y Solly, en su apartamento un día antes de lo previsto, lo que le obliga a dejarlos con una niñera mientras él tiene una cita y mantiene relaciones sexuales con una mujer llamada Tess. Al día siguiente, Rachel llega tarde a recoger a los niños y a la amiga de Megan y no responde a ninguna de las llamadas de Toby y Tess llega para volver a tener sexo con Toby, pero cree que se la están poniendo cuando ve a sus hijos, saliendo furiosa. Libby, felizmente casada, se da cuenta de que tiene envidia de que Toby se haya redescubierto a sí mismo tras su separación. |                              |                                        |                       |                           |
| 2 | «Welcome to Paniquil»        | Alice Wu                               | Taffy Brodesser-Akner | 17 de noviembre de 2022   |
| Toby despide a la niñera de los niños después de darse cuenta de que Solly utilizó su ordenador para buscar pornografía y se los lleva a casa de Rachel en los Hamptons cuando ella no aparece para recogerlos. Es expulsado de la propiedad cuando la nueva ama de llaves no le reconoce, lo que le hace tener una epifanía sobre cómo seguir adelante tras su divorcio. Finalmente le consigue un celular a Hanna y envía a los niños al campamento de verano, aprovechando su tiempo libre para comer con Libby y Seth. Mientras habla de Rachel, se da cuenta de que el motivo de su silencio podría ser que está en peligro y sale despavorido, sólo para encontrarse con los amigos de ella, que le dicen que la han visto por la ciudad. |                              |                                        |                       |                           |
| 3 | «Free Pass»                  | Valerie Faris & Jonathan Dayton        | Mike Goldbach         | 24 de noviembre de 2022   |
| En flashbacks, Toby y Rachel se conocen en una fiesta universitaria y rápidamente se enamoran y se casan, aunque sus éxitos en sus respectivas industrias lentamente abren una brecha entre ellos. El primer embarazo de Rachel se vuelve traumático cuando el médico rompe aguas sin su consentimiento, y ella se vuelve retraída hasta que Toby la anima a ir a un grupo de apoyo y contrata a una niñera, inspirándola a crear su propia agencia de talentos teatrales. Su matrimonio sigue deteriorándose, culminando en una noche en la que se pelean por la sugerencia de Toby de mudarse a Filadelfia y tener una cena con los amigos de Rachel, donde ella admite que se acostaría con Sam Rothberg, un hombre de éxito que los Fleishman conocen, durante una pregunta sobre «pases libres». En el presente, Toby recuerda este incidente y busca a Rothberg en Facebook, dándose cuenta de que la última ubicación conocida de Rachel está a un corto trayecto en coche de donde él se encuentra. |                              |                                        |                       |                           |
| 4 | «God, What An Idiot He Was!» | Shari Springer Berman & Robert Pulcini | Taffy Brodesser-Akner | 1 de diciembre de 2022    |
| Toby acude a su antiguo apartamento y encuentra pruebas de que Rothberg había estado allí, lo que le hace sentirse castrado y enfadado, lo que aumenta cuando Nahid, una de sus ligues habituales, rechaza una oferta para una cita. Va compulsivamente a visitar a Libby y a su familia, pero se siente incómodo con su esposo. Se enfada con Libby y se marcha a cenar con Seth, que está siendo investigado por tráfico de información privilegiada. Toby se da cuenta, observando el restaurante, de que Rachel se sentía atraída por Rothberg por su actitud confiada y adinerada. Toby recibe una llamada del hospital y se entera de que una mujer de su edad ha sido aprobada para un trasplante de hígado, por lo que pasa la noche en el hospital mientras la operan, teniendo un sueño sexual con ella. Al despertarse, ve que ella se ha recuperado y se alegra con su esposo, lo que le hace aceptar por fin que Rachel está viendo a otra persona. |                              |                                        |                       |                           |
| 5 | «Vantablack»                 | Shari Springer Berman & Robert Pulcini | Taffy Brodesser-Akner | 8 de diciembre de 2022    |
| Dos años antes, Libby, escritora de una revista masculina, se desilusiona tras ver los éxitos de hombres que han sido contratados mucho después que ella y de un veterano escritor misógino. Resuelve escribir una novela pero nunca lo hace y, en el presente, se va de vacaciones con su familia, lo que aumenta las tensiones entre ella y su esposo. Toby sale una noche con Seth, que ha perdido su trabajo, y se inspira para comprar el cachorro de perro salchicha que sus hijos siempre han querido. Vuelve a pedirle una cita a Nahid, pero ella le explica que su esposo es un presentador de noticias conservador al que nunca ve pero con el que está obligada a casarse. Le llaman para que recoja a Hanna del campamento, se entera de que envió una fotografía sugerente a un campista masculino que se la enseñó a sus amigos, y se lleva a Solly con él cuando se da cuenta de que está disgustado por la falta de castigo por parte del chico. Les cuenta a los chicos la decisión de Rachel de abandonarlos. Cuando los niños regresan a casa, se plantea ir a enfrentarse a Rachel al enterarse de que está en su apartamento, pero decide no hacerlo y lleva a los niños al Museo Americano de Historia Natural para ver una exposición de vantablack que visitó antes solo. Solly se asusta dentro y sale corriendo, pero Toby y Hanna le siguen y se sientan juntos fuera. |                              |                                        |                       |                           |
| 6 | «This Is My Enjoyment»       | Shari Springer Berman & Robert Pulcini | Taffy Brodesser-Akner | 15 de diciembre de 2022   |
| Toby rompe con Nahid cuando se da cuenta de que necesita tener un enfoque más normal de las relaciones. No le conceden un ascenso en el trabajo debido a la cantidad de días de asuntos propios que se ha tomado, e invita compulsivamente a salir a una de las estudiantes de las que ha sido tutor cuando ella intenta tranquilizarle, a lo que ella se niega torpemente. Toby acude a un encuentro anual para su viaje universitario a Israel al que no ha ido desde que se casó con Rachel y se lo pasa muy bien, aunque tras observar una discusión entre Libby y su esposo que le recuerda a cómo Rachel le habló una vez, se enzarza en una discusión con ella y Seth. De camino a su casa, se pasa por su apartamento para ir al baño y acaba lamentándose de lo mucho que echa de menos su pasado antes de darse cuenta de que Toby se ha quedado dormido. Se queda dormida en su cama y retrasa la vuelta a casa vagando por la ciudad, donde acaba sentada frente a Rachel. |                              |                                        |                       |                           |
| 7 | «Me-Time»                    | Valerie Faris & Jonathan Dayton        | Taffy Brodesser-Akner | 22 de diciembre de 2022   |
| Tras la marcha de Toby, Rachel comienza a tener una aventura con Rothberg a pesar de que su mujer es su buena amiga, y está encantada de descubrir que él está realmente interesado en ella. La lleva a un complejo turístico cerca de su casa donde se somete a un procedimiento de meditación destinado a purgar todos sus estresores y traumas, y Rothberg la abandona abruptamente cuando ella se vuelve más distante como resultado. Ella se deshace de su teléfono y pasa el resto del tiempo reservado en el complejo antes de volver a casa, quedándose en casa y perdiendo la noción de los días. Al cabo de mucho tiempo, consigue un teléfono nuevo y se deshace de él, yendo a ver a su cliente más antiguo e importante, pero descubre que la han dejado tirada tras semanas sin comunicación. Vaga por la ciudad hasta que se encuentra con Libby, que la lleva a su apartamento, la escucha contar lo sucedido y la lleva a la cama. |                              |                                        |                       |                           |
| 8 | «The Liver»                  | Shari Springer Berman & Robert Pulcini | Taffy Brodesser-Akner | 29 de diciembre de 2022   |
| Libby vuelve al apartamento de Toby para ponerle al día, pero él no se interesa por la crisis de Rachel y le pide que se marche. Tras desconectar a la mujer del soporte vital a petición de su marido, empieza a ultimar los detalles del bat mitzvah de Hanna. Ella le revela que no quiere hacerlo y Toby, comprendiendo la importancia que tiene para ella formar su propia tradición, la consiente y le ofrece su propia ceremonia de mayoría de edad. Vuelve a llevar a sus hijos a la exposición de vantablack y, esta vez, se quedan dentro. Libby finalmente regresa con su familia y sigue peleándose con su esposo, y asiste a una fiesta a la que Seth les invita a ella y a Toby. Cuando se dan cuenta de que la fiesta es una tapadera para que Seth le pida matrimonio a su novia, Toby y Libby se reconcilian y hablan de la idea de ella de escribir un libro basado en el divorcio de Toby. La conversación pronto deriva en sus pensamientos sobre cómo cambió su vida después de casarse, y ella vuelve a casa con su familia y se mete en la cama con su marido, en paz. Toby regresa a su apartamento y decide comprar uno nuevo. Mientras contempla la ciudad, Rachel abre la puerta detrás de él y entra, exactamente como Libby dijo que terminaría su libro. |                              |                                        |                       |                           |

## Producción

### Desarrollo
En septiembre de 2019, se anunció que ABC Signature había ganado una guerra de ofertas de 10 estudios por los derechos de la novela Fleishman is in Trouble, con el proyecto desarrollado para FX. Taffy Brodesser-Akner, la autora de la novela original, fue contratada para escribir la adaptación y producir el proyecto junto a Susannah Grant, Carl Beverly y Sarah Timberman. En marzo de 2021, se ordenó la producción de una serie limitada compuesta por 9 episodios, y que la serie se estrenará en exclusiva en Hulu como parte de FX on Hulu. Tras el anuncio de la producción de la serie, Brodesser-Akner dijo:

Estoy encantada de extender la vida de Fleishman a la pantalla con unos compañeros tan inteligentes, reflexivos y valientes. Cuando escribí este libro, mi objetivo era resolver por mí misma la desconcertante dinámica y política del matrimonio y la mediana edad. Escribir el libro no ayudó mucho, así que espero que hacer esta serie sirva de algo.

El 13 de agosto de 2021, durante la conferencia de FX Networks en el TCA Press Tour Summer 2021, se anunció que el dúo de cineastas de Little Miss Sunshine Jonathan Dayton y Valerie Faris se encargaban de dirigir varios episodios de la serie.
La serie limitada se estrenó el 17 de noviembre de 2022, con los dos primeros episodios disponibles de inmediato y el resto debutando semanalmente.

### Casting
En noviembre de 2021, se anunció que Lizzy Caplan y Jesse Eisenberg se unieron al elenco principal se la serie. En enero de 2022, se anunció que Claire Danes y Adam Brody se unieron al elenco principal, mientras que Maxim Jasper Swinton y Meara Mahoney Gross se unieron al elenco recurrente de la serie. En febrero de 2022, se anunció que Joy Suprano se unió al elenco recurrente de la serie. En marzo de 2022, se anunció que  Michael Gaston, Ralph Adriel Johnson y Brian Miskell se unieron al elenco recurrente de la serie. En abril de 2022, se anunció que Christian Slater y Josh Radnor se unieron al elenco recurrente de la serie.

### Rodaje
El rodaje comenzó en febrero de 2022, en Nueva York.

## Recepción

### Respuesta de la crítica
El sitio web del agregador de reseñas Rotten Tomatoes tiene un índice de aprobación del 88%, basándose en 25 reseñas con una calificación media de 8/10. El consenso crítico dice: «Los personajes con los que pasa Fleishman Is in Trouble no son los más simpáticos, pero la serie examina sus debilidades con una perspicacia convincente, y un excelente trío de estrellas les da vida». En Metacritic, tiene una puntuación media ponderada de 79 de 100, basada en 23 reseñas, indicando «reseñas generalmente favorables».
Annie Berke de The A.V. Club le dio a la serie una A- y dijo: «Estos ocho episodios y los personajes que aparecen en ellos dan lo mejor de sí mismos, y lo mejor de Fleishman es mucho mejor que la mayoría».

### Premios y nominaciones
| Año  | Premiación                       | Categoría                                               | Nominado(s)  | Resultado | Ref.   |
| ---- | -------------------------------- | ------------------------------------------------------- | ------------ | --------- | ------ |
| 2023 | Premios Globo de Oro             | Mejor actriz de reparto de serie, miniserie o telefilme | Claire Danes | Nominada  | [ 20 ] |
| 2023 | Premios de la Crítica Televisiva | Mejor actriz de reparto en película/miniserie           | Claire Danes | Pendiente | [ 21 ] |